# Præsidentvalget i USA 1948
Præsidentvalget i USA 1948 var det 41. præsidentvalg i USA. Det blev afholdt tirsdag den 2. november 1948. I en af de største overraskelser i amerikansk historie besejrede den siddende præsident Harry S. Truman, den demokratiske kandidat, den republikanske modkandidat, guvernør Thomas E. Dewey.
Truman var blevet præsident i april 1945 efter Franklin D. Roosevelts død. Til trods for at der havde været forsøg på få Truman udskiftet som demokratisk præsidentkandidat i forbindelse med det demokratiske national konvent i 1948, havde Truman lykkes med at vinde nomineringen. Det demokratiske parti havde i forbindelse med konventet introduceret en erklæring om støtte til borgerrettighedskampen, hvilket havde medført at flere sydstats delegerede havde udvandret fra konventet og introduceret sin egen liste af kandidater – den såkaldte "Dixiecrat"-liste anført af South Carolinas guvernør Strom Thurmond. Dixiecraterne håbede at vinde nok valgmandsstemmer til at fremtvinge et "contingent election" i Repræsentanternes Hus, hvor de enten kunne fremtvinge indrømmelser fra Dewey eller Truman i bytte for deres støtte. Desforuden mødte Truman ligeledes modstand fra en anden person fra sit eget parti i form af tidligere vicepræsident Henry A. Wallace, som lancerede det Progressive Parti, der udfordrede Trumans konfronterende kolde krigspolitik. Dewey, som var lederen af sit partis liberale fløj, havde også været den republikanske præsidentkandidat i 1944. Han besejrede senator Robert A. Taft og andre udfordrere ved det republikanske konvent i 1948.
Trumans livlige kampagnestil gav energi til hans base af traditionelle demokrater, som bestod af det meste af det hvide syd, såvel som katolske og jødiske vælgere. Ligeledes klarede Truman sig overraskende godt blandt bønderne i Midtvesten. Dewey førte en konservativ kampagnede, hvor han stor set undlod at kritisere Truman direkte. Med den store splittelse internt i det demokratiske parti sammenlagt med Trumans generelt lave popularitet i diverse meningsmålinger, blev Truman bredt anset for at være underdog. Stort set alle meningsmålinger indikerede, at Dewey ville besejre Truman.
På trods af disse meningsmålinger vandt Truman valget med 303 valgmandsstemmer mod Deweys 189. Truman modtog 49,6% af vælgerstemmerne, mens Dewey modtog 45,1%. Thurmond og Wallace modtog hver mindre end 3% af vælgerstemmerne, hvor Thurmond vandt fire sydstater. Trumans overraskende sejr var den femte præsidentsejr i træk for Det Demokratiske Parti, den længste sejrsrække for et parti siden valget i 1880. Samtidig genvandt demokraterne i 1948 kontrollen over begge kongreskamre, som de ellers havde tabt kontrollen over i forbindelse med midtvejsvalget i 1946. Trumans valg bekræftede således Det Demokratiske Partis status som nationens flertalsparti.

## Yderligere læsning
- Abels, Jules. Out of the Jaws of Victory. New York: Henry Holt and Company (1959)
- Bass, Jack; Thompson, Marilyn W. (2005). Strom: The Complicated Personal and Political Life of Strom Thurmond. New York: Public Affairs. ISBN 1-58648-297-1.
- Bowen, Michael (2011). The Roots of Modern Conservatism: Dewey, Taft, and the Battle for the Soul of the Republican Party. U. of North Carolina Press. ISBN 9780807834855.
- Busch, Andrew E. Truman's Triumphs: The 1948 Election and the Making of Postwar America. Lawrence, KS: University Press of Kansas, 2012.
- Cohodas, Nadine. Strom Thurmond & the Politics of Southern Change (1995)
- Devine, Thomas W. Henry Wallace's 1948 Presidential Campaign and the Future of Postwar Liberalism Chapel Hill, NC: University of North Carolina Press; 2013.
- Divine, Robert A. (1972). "The Cold War and the Election of 1948". Journal of American History. 59 (1): 90-110. doi:10.2307/1888388. JSTOR 1888388.
- Divine, Robert A. Foreign policy and U.S. presidential elections, 1940-1948 (1974) online free to borrow pp. 167–276 on 1948.
- Donaldson, Gary A. (1999). Truman Defeats Dewey. Lexington: University Press of Kentucky. ISBN 0-8131-2075-6.
- Frederickson, Kari. The Dixiecrat Revolt and the End of the Solid South, 1932–1968 (2001)
- Gullan, Harold I. (1998). The Upset That Wasn't: Harry S. Truman and the Crucial Election of 1948. Chicago: Ivan R. Dee. ISBN 1-56663-206-4.
- Karabell, Zachary (1948). The Last Campaign: How Harry Truman Won the 1948 Election. New York: Knopf. ISBN 0-375-40086-9.
- Manchester, William. (1975). The Glory and the Dream: A Narrative History of America, 1932–1972. New York: Bantam Books.
- Patterson, James T. (1972). Mr. Republican: a biography of Robert A. Taft. Houghton Mifflin. ISBN 9780395139387.
- Pietrusza, David W. (2011). 1948: Harry Truman's Improbable Victory and the Year that Changed America. New York: Union Square Press (Sterling Publishing). ISBN 978-1-4027-6748-7.
- Reinhard, David W. (1983). The Republican Right since 1945. Lexington: University Press of Kentucky. ISBN 0-8131-1484-5.
- Ross, Irwin. The Loneliest Campaign: The Truman Victory of 1948. New York: New American Library, 1968.
- Schmidt, Karl M. (1960). Henry A. Wallace, Quixotic Crusade 1948. Syracuse: Syracuse University Press. ISBN 0-8156-0020-8.
- Sitkoff, Harvard. "Harry Truman and the Election of 1948: The Coming of Age of Civil Rights in American Politics", Journal of Southern History Vol. 37, No. 4 (Nov. 1971), pp. 597–616. Skabelon:Jstor.
- Smith, Richard Norton (1984). Thomas E. Dewey and His Times. New York: Simon and Schuster. ISBN 0-671-41741-X.

## Eksterne links
- 1948 vælgerstemmer efter valgdistrikter
- 1948 Delstat-for-delstat: vælgerstemmer
- Hvor tæt var valget i 1948? – Michael Sheppard, Massachusetts Institute of Technology
- Præsidentvalget i 1948: Optælling af stemmerne
- "Journeys; Give 'em Hell, Harry! The Truman-Dewey Campaign of 1948," 1980-10-10, The Walter J. Brown Media Archives & Peabody Awards Collection ved University of Georgia, American Archive of Public Broadcasting